# UTC+8:30
UTC+8:30とは、協定世界時を8時間30分進ませた標準時である。
朝鮮民主主義人民共和国が2015年8月15日から2018年5月4日まで採用していた（平壌時間・PYT）。

## 歴史
1912年から1949年まで、中国東北部で長白（チャンパイ）時区として採用された（その後全土でUTC+8を採用）。
朝鮮では、2014年以前に2回用いられたことがある。1908年4月1日から1911年12月31日までと南側（大韓民国支配地域）で1954年3月21日から1961年8月9日までである。ただし1948年から1960年までは夏時間採用（朝鮮戦争時を除く）のため、+8:30であったのは冬期のみである。その後通年 UTC+9 となった。
1961年以降の54年間、この時間帯を採用した地域が存在しなかった。2015年8月7日、朝鮮民主主義人民共和国はUTC +8:30の時間帯、平壌時間の導入を発表した。導入年日は2015年8月15日である。日韓併合から解放70周年を迎えるに際し、理由は「日帝残滓である標準時を清算する。朝鮮半島の文化・歴史や朝鮮民族の虐殺のみならず、日本帝国の植民地支配が標準時も奪った」としている。
しかし、2018年4月29日、南北首脳会談で北朝鮮の金正恩朝鮮労働党委員長が平壌時間を「韓国標準時（UTC+9:00）」に統一すると青瓦台が発表したことを、東亜日報が速報で伝えた。 これは会談場所に指定された板門店を訪れた金正恩が「平和の家に平壌とソウルの2都市の時刻を示す時計が掲げられていることは、非常に心が痛む。まずは時刻から南北統一を図ろう」と提案したことによる。これにより、UTC+8:30の時間帯を使用する国家はなくなった。